# Klooster Neamț
Het Klooster Neamț (Roemeens: Mănăstirea Neamț) ligt ongeveer 10 km ten westen van de stad Târgu Neamț in Roemenië.
Het klooster werd in de 14e eeuw gebouwd en het is een voorbeeld van middeleeuwse Moldavische architectuur.
Het klooster is nog in gebruik en wordt bewoond door monniken. Als reiziger kun je tegen een kleine vergoeding overnachten in een modern ogend bijgebouw.
Het is een van de belangrijkste kloosters van de Roemeens-orthodoxe Kerk in Roemenië en wordt door veel gelovigen bezocht.
Boven een van de ingangen is een wakend oog aangebracht, die waakt over de gelovigen.

## Afbeeldingen van het klooster

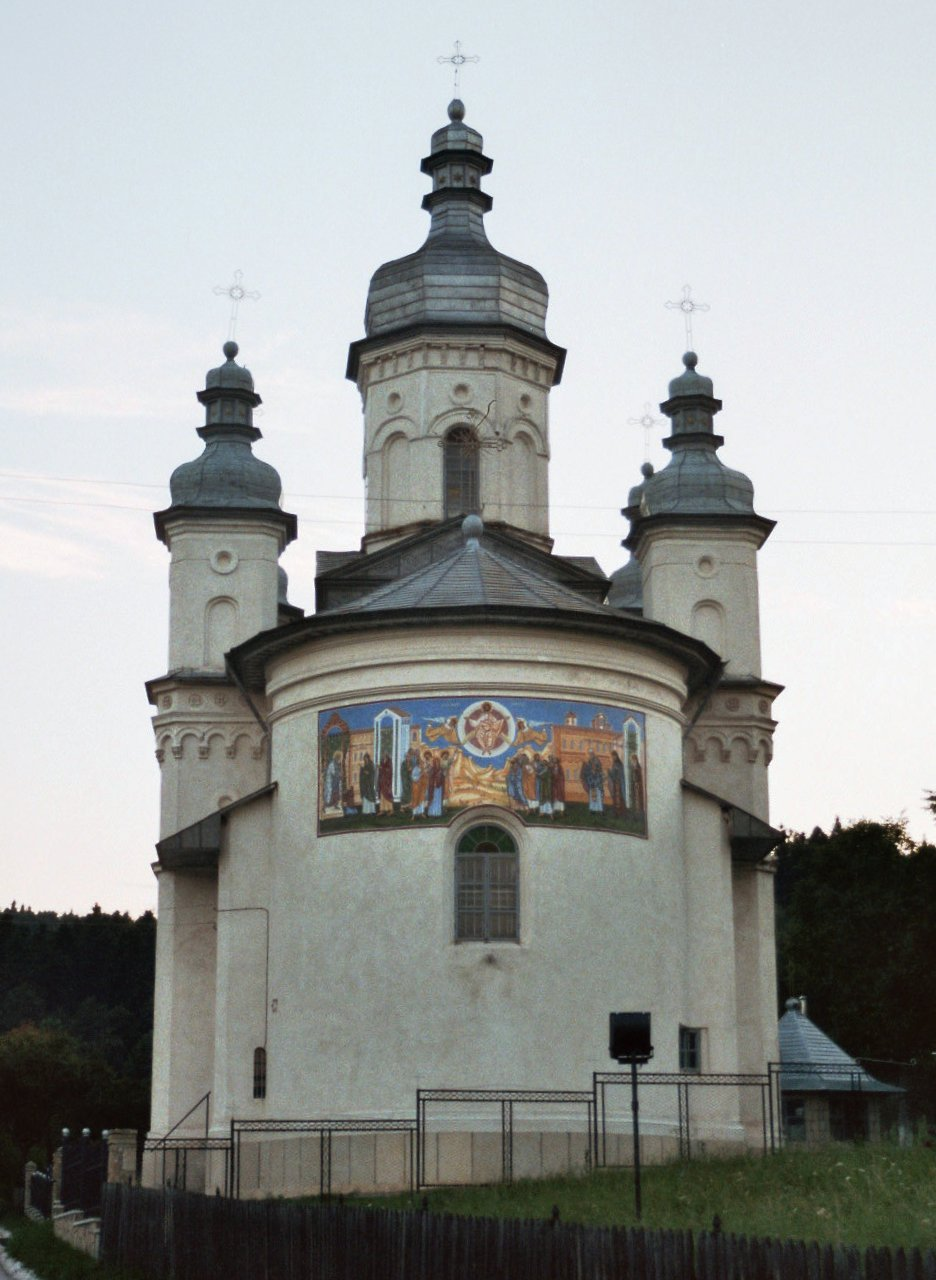
Nog een kerk van het klooster
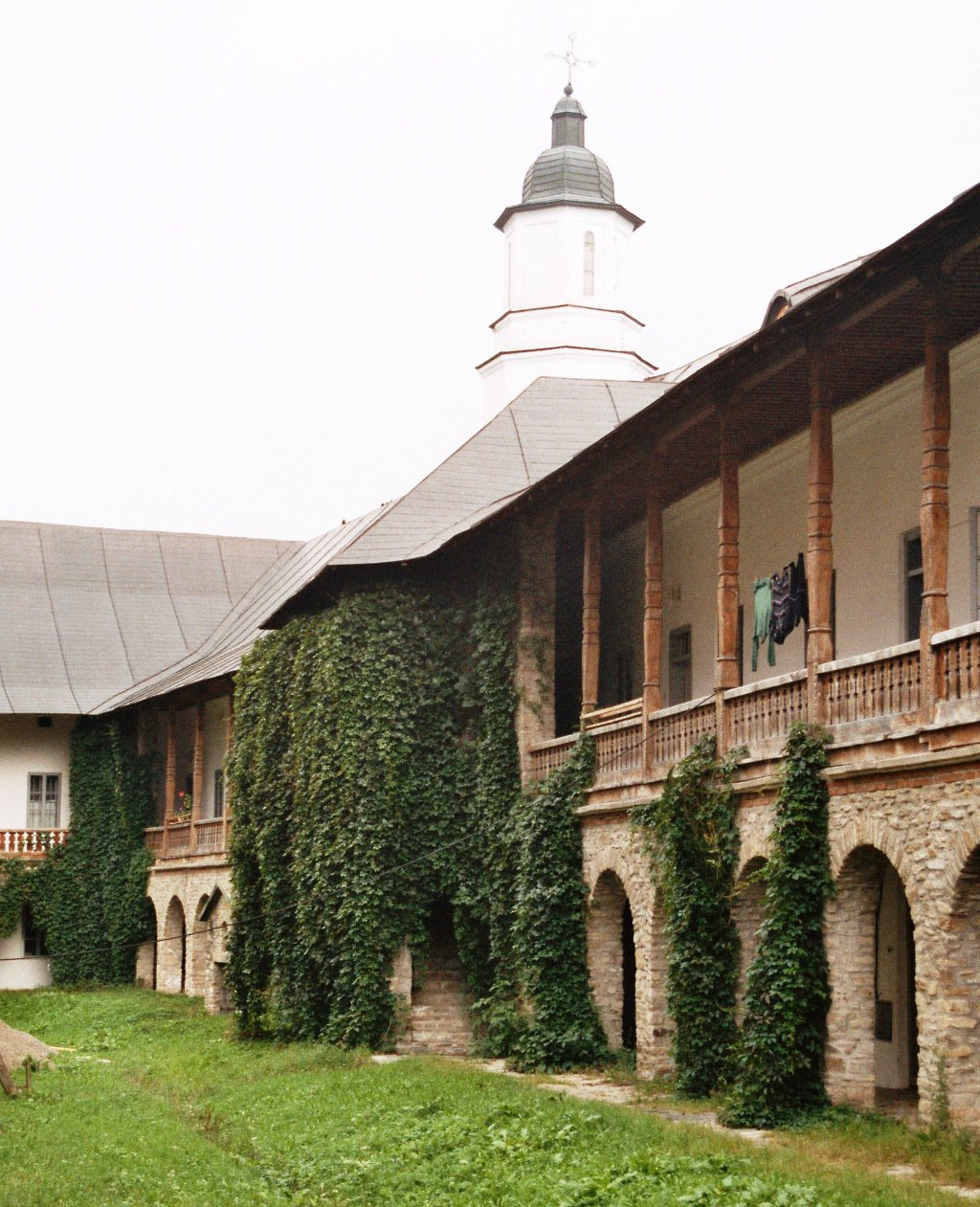
Binnenplaats van het klooster
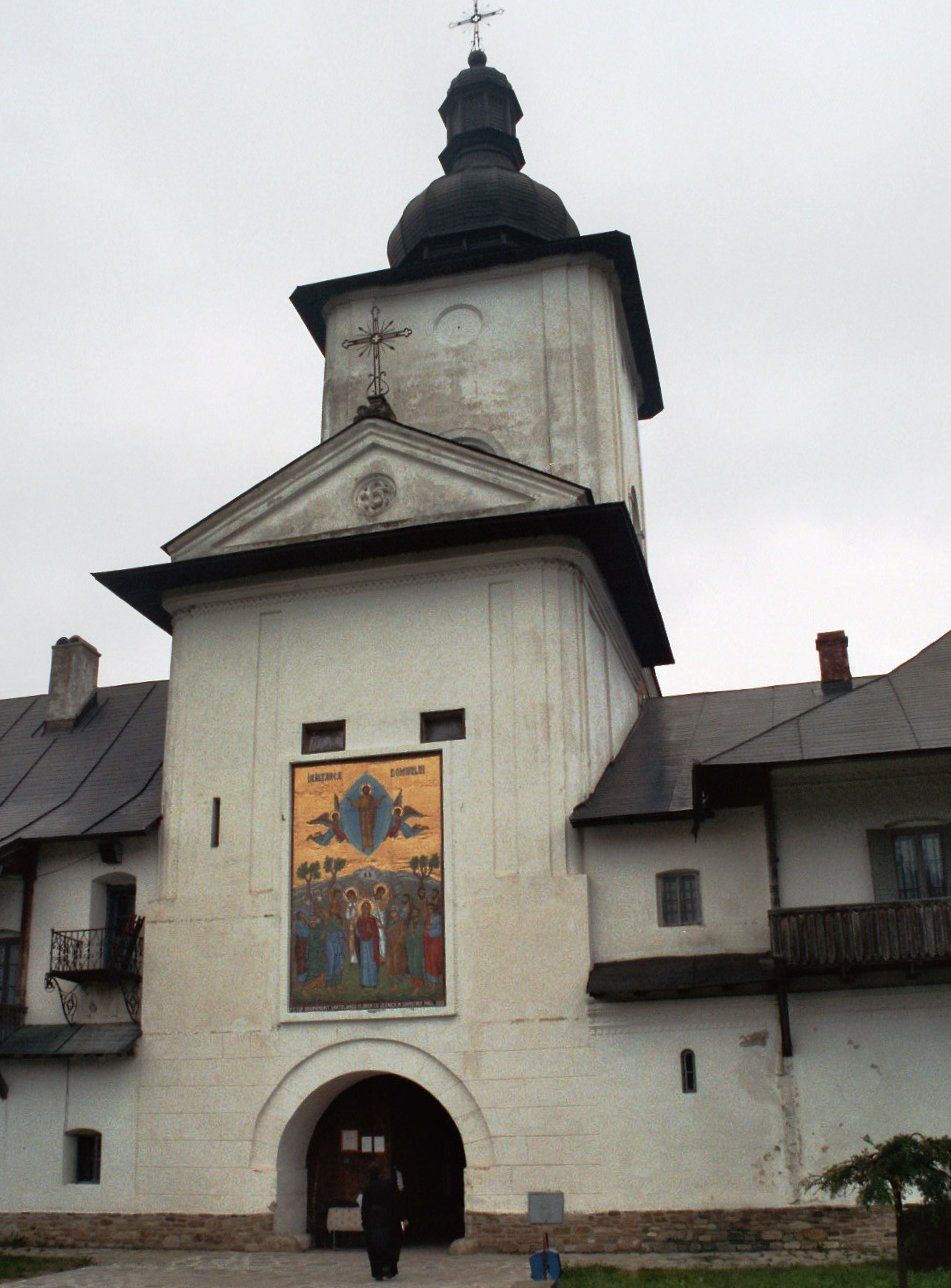
De ingang van het klooster
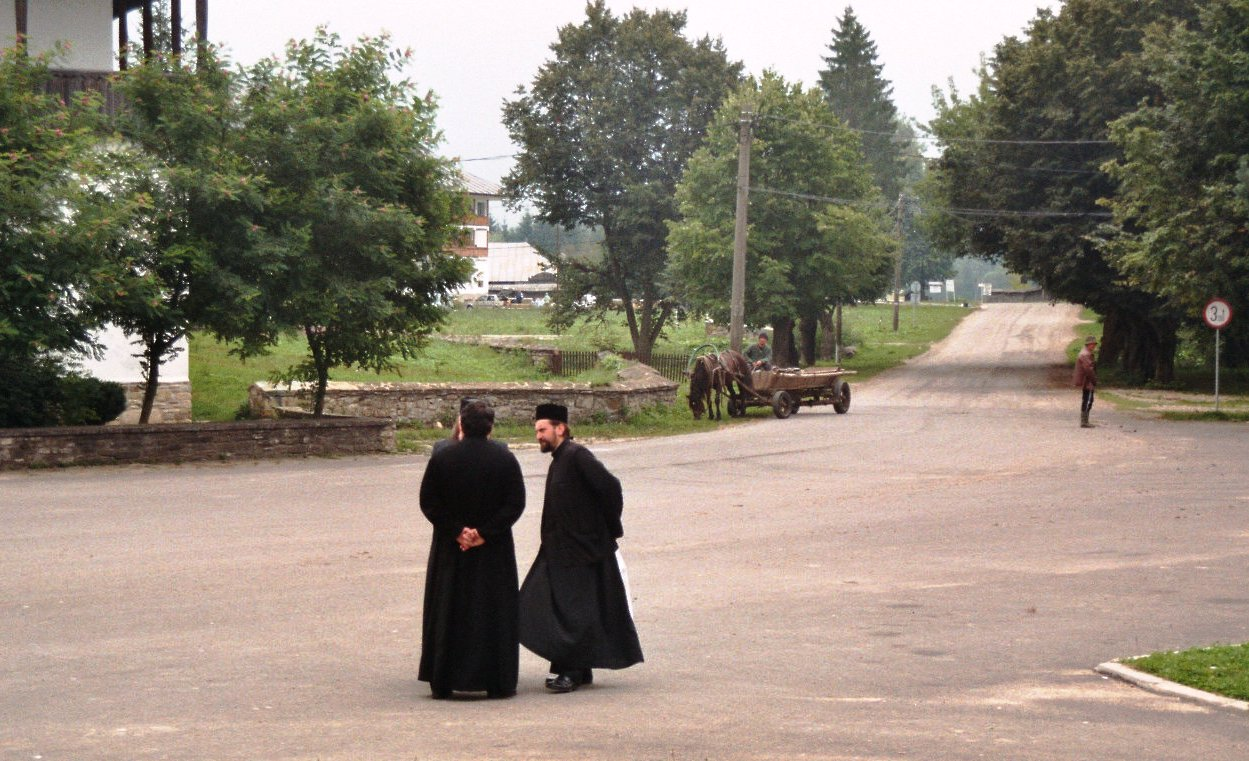
De omgeving van het klooster met een paar monniken
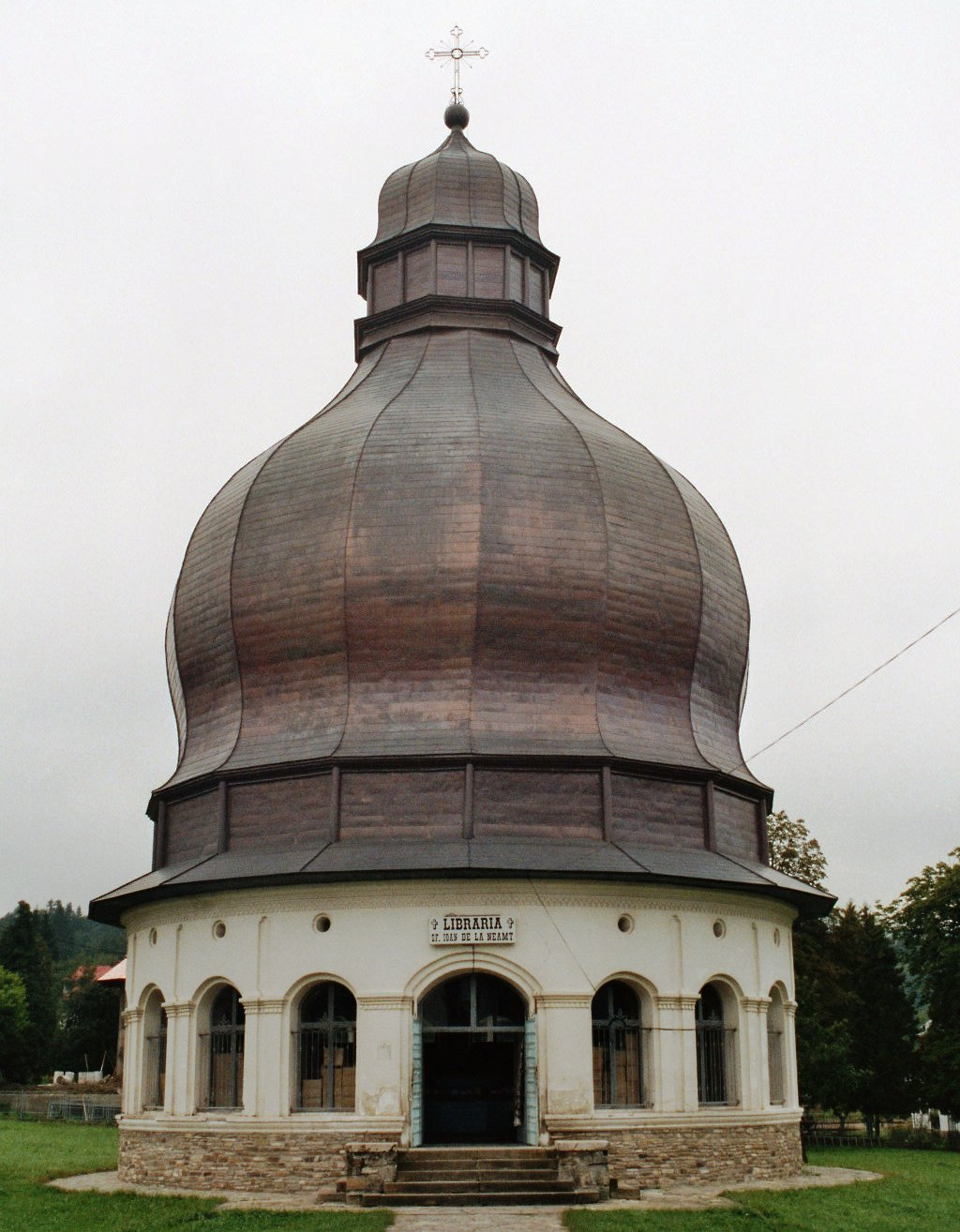
Onderdeel van het klooster
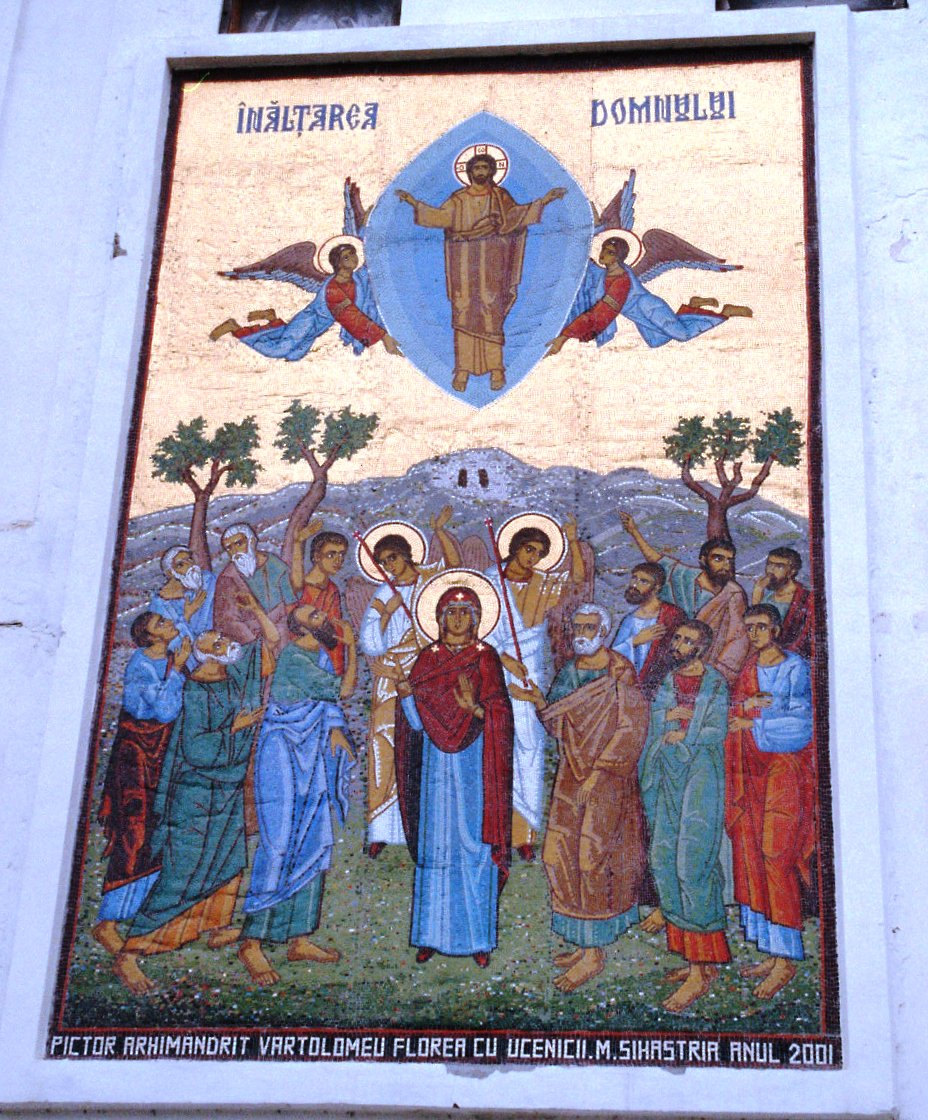
Een icoon uit het klooster